# 亞歷山德里亞 (明尼蘇達州)
亞歷山德里亞（英語：Alexandria）是美國明尼蘇達州的一個城市，位於道格拉斯郡，是道格拉斯郡的郡治所在地。亞歷山德里亞首次有人定居是在1858年。據2010年美國人口普查，亞歷山德里亞有人口11,070人。

## 外部連結
- City of Alexandria Official Website（页面存档备份，存于）
- Alexandria Independent School District （页面存档备份，存于）
- Alexandria Lakes Area Chamber of Commerce （页面存档备份，存于）
- Alexandria Hotel & Hospitality, Convention & Visitor's Bureau （页面存档备份，存于）
- Alexandria Tourism Official Website （页面存档备份，存于）
- Alexandria Area Economic Development Commission Website
- Alexandria, Minnesota Real Estate （页面存档备份，存于）